# NGC 5664
NGC 5664 = IC 4455 ist eine 14,1 mag helle spiralförmige Seyfertgalaxie (Typ 2) vom Hubble-Typ Sa im Sternbild Waage auf der Ekliptik. Sie ist schätzungsweise 201 Millionen Lichtjahre von der Milchstraße entfernt und hat einen Durchmesser von etwa 50.000 Lichtjahren
Das Objekt wurde am 6. Juni 1885 von Francis Leavenworth entdeckt. Die Beobachtung von DeLisle Stewart im Juli 1899 führte unter IC 4455 zum Eintrag im Index-Katalog.